# Trichomeloe
Trichomeloe is een geslacht van kevers uit de familie oliekevers (Meloidae).
Het geslacht is voor het eerst wetenschappelijk beschreven in 1911 door Reitter.

## Soorten
Het geslacht omvat de volgende soorten:
- Trichomeloe chrysocomus (Miller, 1861)
- Trichomeloe conicicollis (Reitter, 1907)
- Trichomeloe deflexus (Reitter, 1889)
- Trichomeloe mesopotamicus Bologna & Di Giulio, 2008[2]
- Trichomeloe ottomanus (Pliginskji, 1914)
- Trichomeloe ovatus (Pripisnova, 1987)
- Trichomeloe sericellus (Reiche, 1857)
- Trichomeloe syriacus Bologna & Di Giulio, 2008[2]